# Mîhailivka, Novhorod-Siverskîi
Mîhailivka (în ucraineană Михайлівка) este un sat în comuna Kovpînka din raionul Novhorod-Siverskîi, regiunea Cernihiv, Ucraina.

## Demografie
Componența lingvistică a localității Mîhailivka
     Rusă (55,74%)
     Ucraineană (44,26%)
Conform recensământului din 2001, majoritatea populației localității Mîhailivka era vorbitoare de rusă (55,74%), existând în minoritate și vorbitori de ucraineană (44,26%).